# 冥族小天體
在天文學中，冥族小天體或类冥小天体（plutino）是與海王星有2：3的平均運動共振的海王星外天體，Plutinos這個名稱是在冥王星之後才有的，使用了義大利文表示小的附加語詞-ino，指像冥王星一樣被困在共振軌道中的小天體。名稱只提到軌道共振，並不涉及其他的物理性質，且原本僅用於描述比冥王星小的共振天體，但現在已將冥王星本身也包含在內。

## 成員
'冥族小天體分布在古柏帶的內層部分，現時已知的古柏帶天體中，有近四分一是冥族小天體。除了冥王星之外，第一顆冥族小天體是在1993年9月16日發現的1993 RO。
最大的幾顆冥族小天體，包括冥王星、亡神星（90482，Orcus）、2003 AZ84（208996）、伊克西翁（28978，Ixion）、拉達曼迪斯（38083，Rhadamanthus）和雨神星（38628，Huya）等。

以尺寸、反照率、和色指數比較下最大的冥族小天體。

## 軌道

### 起源
目前與海王星軌道共振的天體當初應該是獨自繞著太陽公轉的天體，在海王星向外遷移的時期（參見古柏帶），被捕捉並進入了共振軌道。

### 軌道特性

這張圖比較了較大的冥族小天體尺寸和軌道。^{1} 最大的冥王星、亡神星和伊克西翁，以白色的圓圈表示，軌道的離心率以紅色的線段表示(由近日點延展至遠日點)，軌道傾角顯示在垂直的軸上。查龍的大小與厄耳枯斯近似，但在圖中省略了。為了說明軌道的極端範圍，三個較小的冥族小天體軌道被以黃色顯示，
^{1}一些尺寸已經精密測定的較大冥族小天體，也顯示在圖中。其他冥族小天體的大小則是假設反射率的比率，並根據絕對亮度來推估的。

這個圖示依據所有已知的冥族小天體繪製的（2006年2月，153個冥族小天體），插入的小直方圖顯示軌道傾角（'i'，每間隔5^{o}）和離心率（'e' ，每間隔0.05）。

當大多數的冥族小天體有低軌道傾角時，一個確實與冥王星相似的軌道特徵就呈現出來了：軌道傾角在10-25o的範圍內，離心率在0.2-0.25之間，而結果是近日點在海王星軌道的內側（或接近），遠日點則接近古柏帶的外緣（該處的軌道週期與海王星軌道有1：2的共振）。
冥族小天體的軌道周期都在247.3年的附近（海王星公轉週期的1.5倍），上下的變動只有幾年的差異。
比較特別的冥族小天體有：
- 2005 EK298，它有極大的軌道傾角（40o）。
- 2003 QV91，他有較大的離心率（e = 0.35），使近日點在天王星與海王星的中間，而遠日點進入了散射盤面的範圍內。
- 2002 KX14，他有接近圓形的軌道（e= 0.04），而且幾乎躺在黃道平面上（軌道傾角小於0.5o）。

也可以參考和QB1天體的比較。

### 長期穩定項
因為冥王星的質量很小，重力影響通常都忽略不計。然而，共振的寬度（能產生共振的半軸的範圍）非常狹窄，只有幾個冥王星的希爾球（重力影響）大小。當然，與原本的離心率有關，有些冥族小天體會因為與冥王星的交互作用而離開共振的區域。數值模擬認為冥族小天體的離心率與冥王星相差在10%-30%的範圍內時會在兆年的時間尺度上出現不穩定。

## 外部連結
- David Jewitt (Univ. of Hawaii) on Plutinos
- Minor Planet Center, List of TNOs
- MPC List of Distant Minor Planets （页面存档备份，存于）